# Go Down Moses
Go Down Moses (ang. Zstąp, Mojżeszu) – afroamerykańska pieśń religijna (tzw. negro spiritual) powstała w środowisku XIX-wiecznych niewolników w Stanach Zjednoczonych. 
Treść pieśni dotyczy wydarzeń ze Starego Testamentu, opisanych w Księdze Wyjścia, a w szczególności wersetu Wj 8,1 - w którym Mojżesz prosić miał egipskiego faraona o wypuszczenie narodu izraelskiego z niewoli:
I rzekł Pan do Mojżesza: Idź do faraona i powiedz mu: Tak mówi Pan: Wypuść lud mój, aby mi służył.
Jak twierdzi Alfred Läpple, ucisk, jakiego pokolenia izraelskie musiały doświadczać w Egipcie, był dla uciskanego Murzyna palącą, religijną aktualnością. Dlatego niewolnicy dokonali aktualizacji opowieści o Mojżeszu do ich własnej sytuacji - Izrael miał symbolizować murzyńskich niewolników, zaś Egipt i faraon potęgę właścicieli. Wątek ten podejmuje William Faulkner w powieści "Zstąp, Mojżeszu" (ang. "Go Down, Moses").
Pieśń stała się znana poza środowiskiem afroamerykańskim w latach 70. XIX wieku, gdy na swoich koncertach wykonywał ją zespół Fisk Jubilee Singers. W XX wieku pieśń spopularyzował Paul Robeson, którego głęboki głos kojarzył się słuchaczom z głosem Boga. W 1958 nagrał ją również Louis Armstrong z towarzyszeniem Sy Oliver's Orchestra.

## Refren pieśni
Go down, Moses,
 
way down in Egyptland

Tell old Pharaoh, 

To let my people go. 

Idź, Mojżeszu,

Do ziemi egipskiej.

Powiedz staremu faraonowi,

By lud mój uwolnił.